# Lux Géza
Lux Géza (Budapest, 1910. április 29. – Asch, 1945. április 25.) magyar építészmérnök, Lux Kálmán építész fia.

## Életpályája
1933-ban szerzett építészmérnöki oklevelet a budapesti Műegyetemen. 1934 és 1935 között a Fővárosi Közmunkák Tanácsának az alkalmazottja volt. 1935-től a Műegyetem középkori építészeti tanszékének adjunktusa. A középkori magyar építészet kutatásával foglalkozott és számos nagy értékű műemlékfelmérést végzett. 1940-ben doktori címet kapott. Apjával együttműködve számos műemlék-helyreállítási munkát végzett. Légitámadás áldozata lett.

## Munkássága
Az ő nevéhez fűződik
- Vitéz János studiolójának helyreállítása (1934–1938),
- a margitszigeti domonkos apácakolostor sírkápolnájának feltárása (1938),
- a székesfehérvári romkert épületének tervezése (1938),
- a zsámbéki templomrom és kolostor építészettörténeti feltárása, felmérése és konzerválása (1939)
- a borsi Rákóczi-kastély helyreállítása (1940),
- Gül Baba türbéjének felújítása (1943) és
- a felsőörsi templom helyreállítása (1944).

Közreműködött az aranyosmedgyesi kastély, valamint a beregszentmiklósi Rákóczi-kastély (1944) helyreállításában.

## Írásai
Kutatási, felmérési eredményeit számos tanulmányban tette közzé.
- Genthon István–Lux Géza–Szentiványi Gyula: Szabolcs megye művészeti emlékei; Merkantil Ny., Bp., 1939
- A zsámbéki templomrom. A premontreiek egykori Keresztelő Szent Jánosról nevezett prépostsági temploma; szerzői, Bp., 1939
- Csányi Károly–Lux Géza: Az ócsai református templom; Állami Ny., Bp., 1939 (A m. kir. József Nádor Műegyetem Középkori Építészeti tanszékének közleményei. Építészhallgatóinak középkori építészeti felvételei)
- A Nyírség középkori építészeti emlékei; Stádium, Bp., 1940
- A feldebrői templom; Stádium, Bp., 1942
- A Csallóköz templomai; s.n., Kolozsvár, 1942
- Az aranyosmeggyesi várkastély. Bp., 1942
- Az esztergomi ásatások építészi feladatai. Uo., 1942
- Újabb nagyértékű leletek a pesti belvárosi templomban; Egyetemi Ny., Bp., 1942
- Középkori eredetű evangelikus templomok és templomerődök; Athenaeum Ny., Bp., 1944